# مفطورة فويهية
مفطورة فويهية (بالإنجليزية: Mycoplasma orale)‏ هي نوع من البكتيريا، سلبية الغرام، تتبع المفطورة.